# Walentina Parszyna
Walentina Romanowna Parszyna (ros. Валенти́на Рома́новна Па́ршина, ur. 16 marca 1937 we wsi Moslakowo w obwodzie leningradzkim (obecnie w granicach obwodu nowogrodzkiego, zm. 21 grudnia 2020) – radziecka brygadzistka sowchozu, Bohater Pracy Socjalistycznej (1978).
Urodzona w rodzinie chłopskiej, po ukończeniu szkoły studiowała w Leningradzkim Instytucie Rolniczym, po ukończeniu którego została brygadzistką w sowchozie w rejonie tosnieńskim w obwodzie leningradzkim. Działała na rzecz rozwoju i rozpowszechniania upraw szklarniowych w sowchozie, co przyczyniło się do znacznego wzrostu zbiorów roślin i warzyw. Od 1965 należała do KPZR, 1981–1989 była kandydatem na członka, a 1989–1990 członkiem KC KPZR. Deputowana do Rady Najwyższej ZSRR 10 i 11 kadencji (1979–1989). Honorowa obywatelka obwodu leningradzkiego (2002).

## Odznaczenia
- Medal Sierp i Młot Bohatera Pracy Socjalistycznej (24 lutego 1978)
- Order Lenina (dwukrotnie – 11 grudnia 1973 i 24 lutego 1978)
- Order Rewolucji Październikowej (16 marca 1987)
- Order Czerwonego Sztandaru Pracy (8 kwietnia 1971)

I medale.